# Степан Вуковић
Степан Вуковић (Комирић, 1872—1960) био је српски учесник Балканских и Првог светског рата. Постао је познат као војник који је испалио први метак, 24. јула 1914. године, четири дана пре званичног почетка Великог рата.
Степан Вуковић био је, у време пред рат, каплар Петог пешадијског пука краља Милана, Дринске дивизије, која је била у саставу Треће армије под заповедништвом генерала Павла Јуришића Штурма. Био је на положају на обали Дрине, на којој се очекивао напад аустроугарске војске. По наредби мајора Војислава Арсенијевића отишао је с патролом да осмотри дешавања са друге стране реке. У Братунцу, у Босни, која је тада била под власти Аустроугарске, уочио је постројену аустроугарску војску у касарни, како у ставу мирно слушао говор свог команданта. Тада је Степан из пушке испалио хитац, као први српски метак на противничку војску и успео да усмрти аустроугарског официра, са раздаљине од око 1.500 метара.
За тај подвиг, као и испољену храброст, када је једном приликом заробио непријатељску стражу, Степан је одликован Орденом Карађорђеве звезде са мачевима. Био је носилац и Ордена за храброст руског цара Николаја Другог, као један од четворице Срба.